# Pleasant View (Tennessee)
Pleasant View é uma cidade localizada no estado norte-americano de Tennessee, no Condado de Cheatham.

## Demografia
Segundo o censo norte-americano de 2000, a sua população era de 2934 habitantes.
Em 2006, foi estimada uma população de 3701, um aumento de 767 (26.1%).

## Geografia
De acordo com o United States Census Bureau tem uma área de
32,5 km², dos quais 32,5 km² cobertos por terra e 0,0 km² cobertos por água. Pleasant View localiza-se a aproximadamente 221 m acima do nível do mar.

## Localidades na vizinhança
O diagrama seguinte representa as localidades num raio de 24 km ao redor de Pleasant View.